# Chiesa di San Michele (Alto Malcantone)
La chiesa parrocchiale di San Michele è un edificio religioso che si trova ad Arosio, frazione di Alto Malcantone in Canton Ticino.

## Storia
La costruzione viene citata per la prima volta in documenti storici risalenti al 1217, anche se l'origine della chiesa è sicuramente anteriore. Negli anni 1640-1647 venne profondamente rimaneggiata in stile barocco. Nel XVIII secolo venne aggiunto un portico a quattro campate antistante il lato meridionale.

## Descrizione
La chiesa si presenta con una pianta a navata unica, sulla quale si affacciano due cappelle laterali decorate a stucco. La navata termina in un coro a pianta quadrata, ed è coperta con volta a botte lunettata.
Nella chiesa si conservano lacerti di affresco risalenti al Trecento, nonché notevoli affreschi del 1508 dipinti da Antonio da Tradate e da allievi di quest'ultimo.

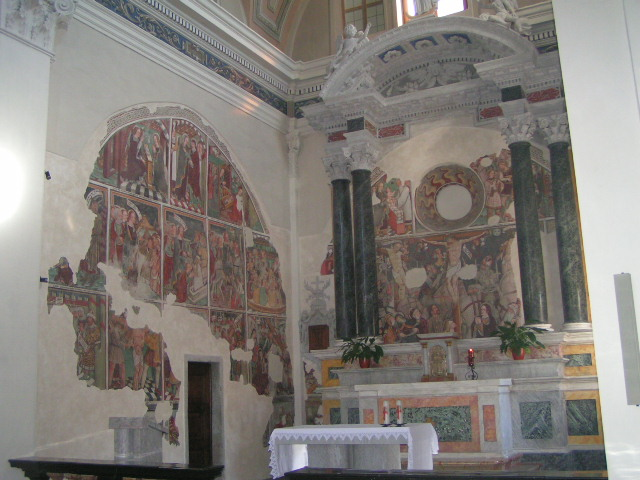
Altare e affreschi della chiesa di Arosio